# Ilan Averbuch
Ilan Averbuch (Tel Aviv, 1953) is een Israëlische beeldhouwer.

## Leven en werken
Averbuch werd geboren in Israël, maar kreeg zijn opleiding in Engeland en de Verenigde Staten. Van 1977 tot 1978 bezocht hij de Wimbledon School of Art in Londen en van 1979 tot 1981 de School of Visual Arts in New York. In 1982 ontving hij daar de Rhodes Family Award. Hij sloot zijn kunstopleiding van 1983 tot 1985 af met een studie aan het Hunter College in New York. Van 1985 tot 1986 verbleef hij met een beurs in Berlijn.
Veel van zijn werken kunnen worden gerekend tot de land art. Zijn materialen zijn, in combinatie met steen, onder andere hout, staal, koper, lood, glas en aluminium. Averbuchs werken bevinden zich in de openbare ruimte en collecties in de Verenigde Staten, Canada, Israël, India en Europa.
Averbuch woont en werkt in een voormalig fabriekspand in Long Island City (Queens) in de staat New York. Sinds 1980 doceert hij aan de State University of New York at Stony Brook.

## Werken (selectie)
- She Wolf (1990), Brock University in St. Catharines (Canada)
- Deus ex Machina (1991), Tefen Sculpture Garden (Israël)
- The Last Guard (1992), Teutloff Sammlung in Bielefeld (Duitsland)
- Silent Seas (1992), beeldenpark Sculpture at Schönthal in Schönthal bij Langenbruck (Zwitserland)
- Whispers (1993), Sculpture at Schönthal
- Doubts (1994/95), Herzliya Museum in Herzliya (Israël)
- Terra Incognita (1995), City of Portland (Oregon) (V.S.)
- Divided World (2000), Lavon (Israël)
- Bridges and Reflections (2000), Illinois Central College in Peoria (Illinois) (V.S.)
- The Wing and the Ring (2003), Naharia Meidatech Corporation (Israël)
- The Game (2003), Bar-Ilan Universiteit in Ramat Gan (Israël)
- The Dove Tower and Steps to the Bottom of a Pyramid (2004), University of Connecticut in Mansfield (Connecticut) (V.S.)
- The Dress, the Voice and the Batchelor's Coat (2005), Oregon State Data Center (V.S.)
- Tree in Yehud (2007), HP Corporation Yehud (Israël)
- The Book (2009), Oregon State Data Center (V.S.)

## Fotogalerij

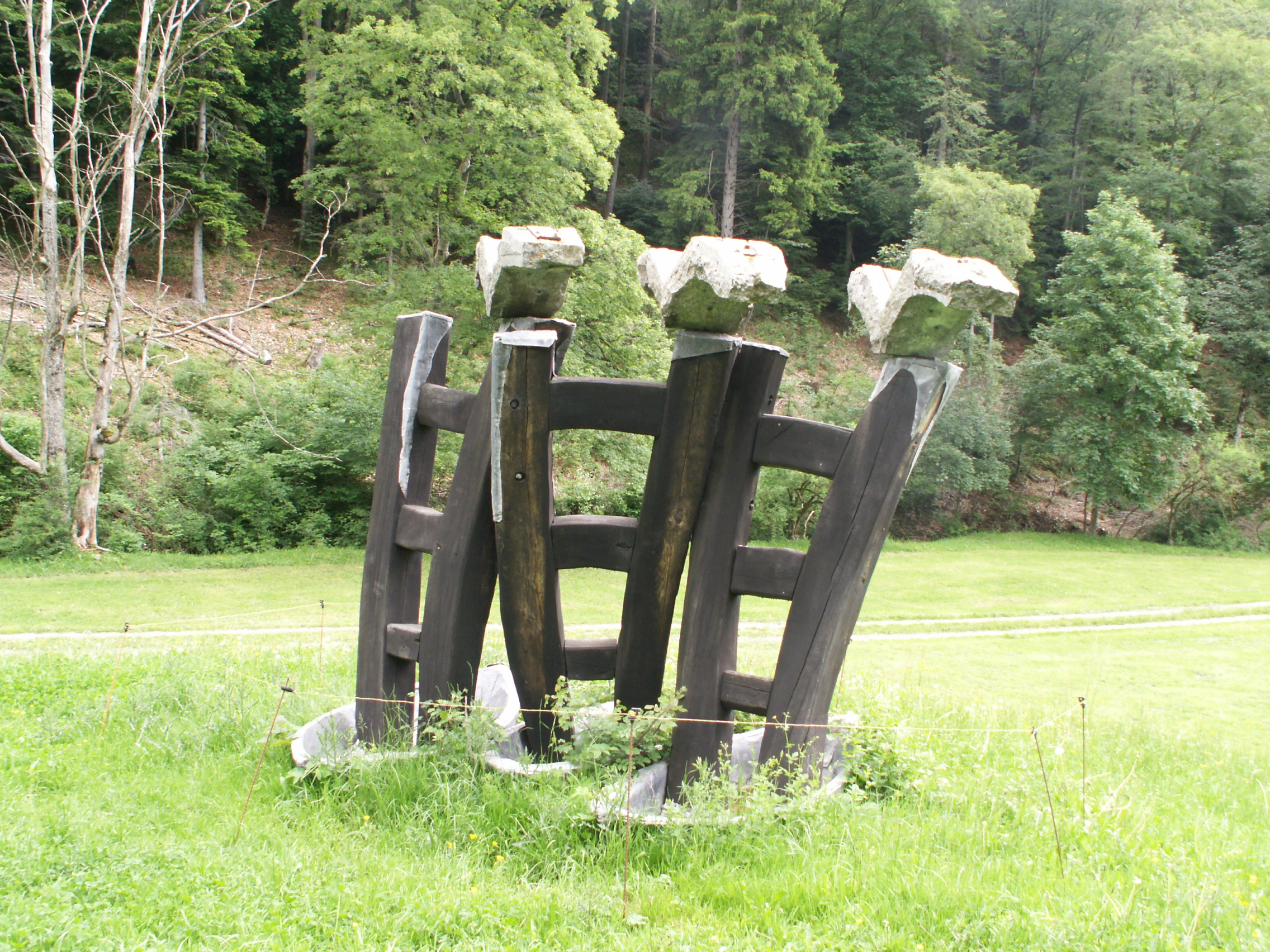
Silent Seas (1992)
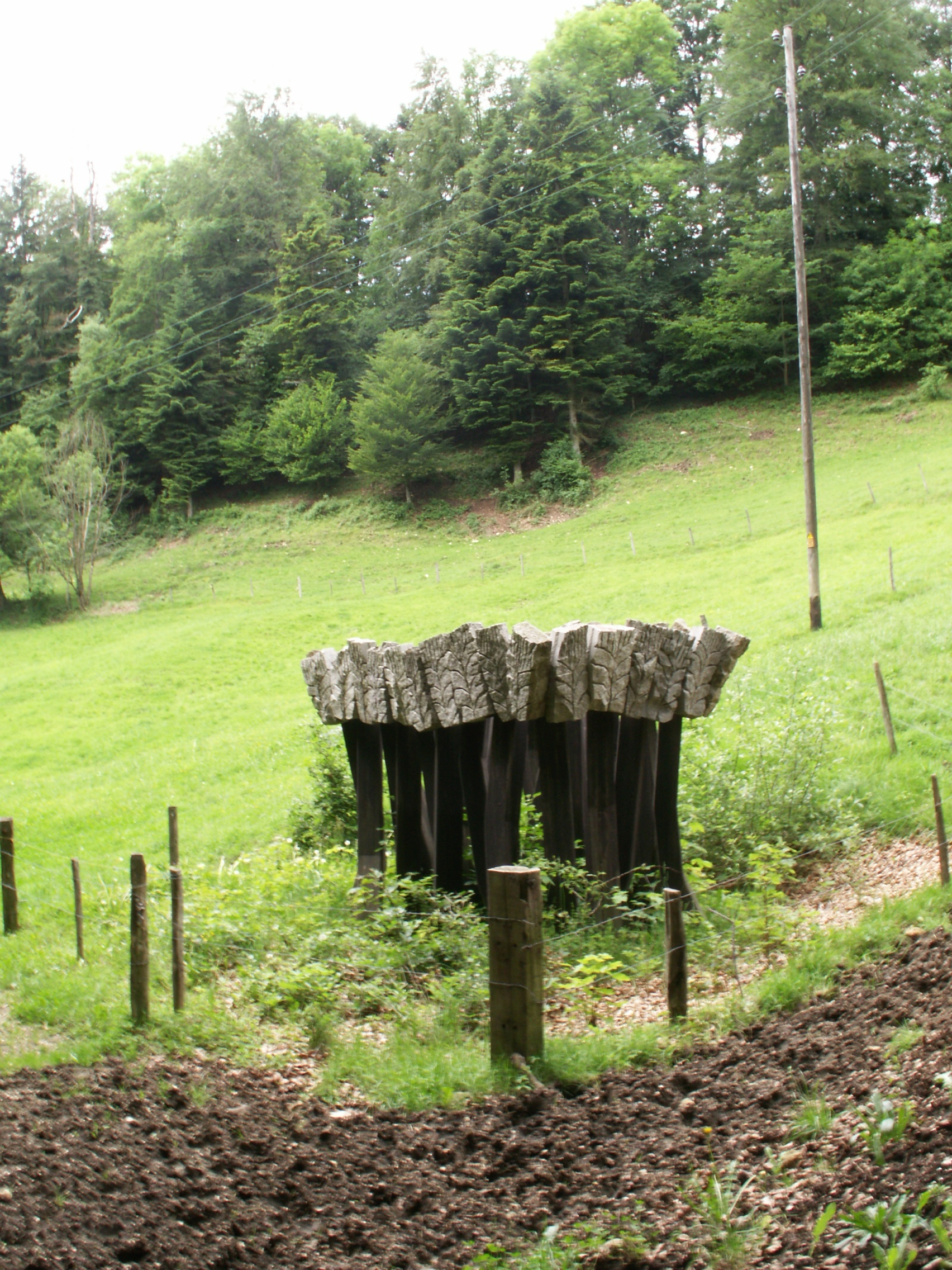
Whispers (1993)